# 烏格里尼夫 (戈羅霍夫區)
50°33′58″N 25°3′48″E / 50.56611°N 25.06333°E
烏格里尼夫（烏克蘭語：Угринів），是烏克蘭的村落，位於該國西部沃倫州，由盧茨克區負責管轄，始建於1489年，面積16.36平方公里，海拔高度215米，2001年人口731，人口密度每平方公里44.69人。